# 罗伯特·怀斯
勞勃·懷斯（英語：Robert Wise，1914年9月10日—2005年9月14日），美國荷里活著名導演及製作人。1914年美國印第安納州出生，年少時因抑鬱症而輟學，後得兄弟幫助，在攝影棚找到一份工作，1933年加入影圈當剪接，六年後晉升導演，曾拍攝三十九部電影，四度獲得奧斯卡金像獎。2005年9月14日因心臟衰竭與世長辭。

## 简介
怀斯1958年執導《我要活下去》被提名最佳導演，其後更與謝洛美·羅賓斯 (Jerome Robbins) 聯合把荷里活經典音樂劇《西城故事》 (West Side Story)搬上銀幕，1962年憑此片贏得十一項奧斯卡獎項，其中包括「最佳影片」與「最佳導演」，更掀起荷李活及百老匯的歌舞片熱潮。4年後他又藉《真善美》 (The Sound of Music)，再次贏得第38屆奧斯卡最佳故事片獎、最佳導演獎、最佳音樂配樂等5項大獎。1998年怀斯獲頒美國電影學会終身成就獎。怀斯最後拍攝的作品是2000年由彼德福主演的電視電影《A Storm in Summer》。怀斯也是出色的剪接師，其作品包括為人熟知的1941年《大國民》，此片獲提名奧斯卡最佳剪接奖。
在導演工作外，怀斯曾於1971年至1975年任美國導演工會主席；1985年至1988年又曾獲邀做美國影藝學院主席。